# Dodesona

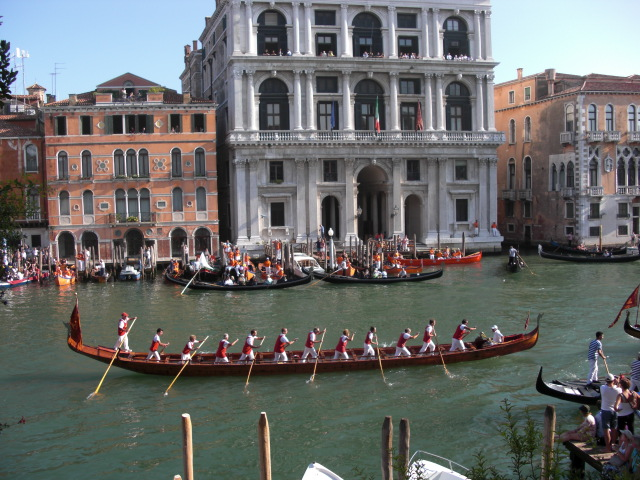
La Dodesona in Canal Grande, 2014

La dodesóna è una gondola da parata speciale, caratterizzata dal fatto di essere spinta da dodici vogatori (in veneziano, dódexe, da cui il nome). Tipicamente queste imbarcazioni sono di proprietà delle società remiere.
La più antica di queste barche oggi esistente è la Dodesona della "Società Canottieri Bucintoro" costruita nel 1874.
Viene usata tipicamente come imbarcazione da parata in occasione di eventi speciali quali la Regata Storica.